# فلم (خصب)
فلم منطقة سكنية تقع في ولاية خصب، التابعة لمحافظة مسندم في سلطنة عمان. يقدر عدد سكانها بـ 25 نسمة حسب إحصاء عام 2010 التابع للمركز الوطني للإحصاء والمعلومات الحكومي. رمز المنطقة هو 30120171. سكانها الظهوريين من مئات السنين (موسميون) ينتقلون منها إلى دبا الحصن 

## الوصلات الخارجية
- المركز الوطني للإحصاء والمعلومات، سلطنة عمان